# Putovnica Saudijske Arabije
Putovnica Saudijske Arabije je javna putna isprava koja se državljaninu Saudijske Arabije izdaje za putovanje i boravak u inozemstvu, kao i za povratak u zemlju.
Za vrijeme boravka u inozemstvu, putna isprava služi njenom vlasniku za dokazivanje identiteta i kao dokaz o državljanstvu. Putovnica Saudijske Arabije izdaje se za neograničen broj putovanja.
Građanima Saudijske Arabije potrebna je viza za ulazak u mnoge zemlje.
Putovnica je ispisana arapskim i engleskim jezikom.

### Stranica s identifikacijskim podacima
- Slika vlasnika putovnice
- Tip ("P" za putovnicu)
- Kod države
- Serijski broj putovnice
- Prezime i ime vlasnika putovnice
- Državljanstvo
- Datum rođenja (DD. MM. GGGG)
- Spol (M za muškarce ili F za žene)
- Mjesto rođenja
- Datum izdavanja (DD. MM. GGGG)
- Potpis vlasnika putovnice
- Datum isteka (DD. MM. GGGG)
- Autoritet